# Mærsk-C-Klasse (1991)
Die Mærsk-C-Klasse war eine Klasse von Vollcontainerschiffen.

## Geschichte
Die Schiffe wurden in der ersten Hälfte der 1990er-Jahre für die dänische Reederei Maersk Line auf der Werft Odense Staalskibsværft gebaut. Die Schiffsklasse galt als eine der ersten, die vollständig am Computer entworfen und bei denen die Steuerung der Brennmaschinen und Roboter auf der Werft direkt von CAD-/CAM-Computern übernommen wurde. Der Schiffsentwurf war ein Ergebnis des dänischen Entwicklungsprogramms „Projekt Skib“, dass ähnlich dem deutschen „Schiff der Zukunft“-Programm eine Verbesserung der Wirtschaftlichkeit und Sicherheit der Schiffe bei gleichzeitiger Reduzierung der Besatzungsstärke zum Ziel hatte, es aber auch insbesondere kleineren dänischen Reedereien ermöglichen sollte, ein modernes Schiff mit niedrigen Betriebskosten zu erwerben.
Zunächst waren sechs Einheiten bestellt, die 1991 und 1992 abgeliefert wurden. 1992 wurden drei weitere Einheiten bestellt, die im Verlaufe des Jahres 1994 abgeliefert wurden. Alle Schiffe kamen unter der Flagge Dänemarks in Fahrt. Die Schiffe wurden von Maersk Line zunächst hauptsächlich im Verkehr zwischen Algeciras und Westafrika eingesetzt. Nach der Indienststellung der letzten drei Einheiten der Klasse wurden die drei zuerst gebauten Schiffe aus dem Westafrika-Verkehr abgezogen und zwischen Nord- und Südamerika eingesetzt. Die Schiffe wurden später auch in anderen Fahrtgebieten eingesetzt.
Von 2017 und 2021 wurden alle Schiffe der Klasse auf Abwrackwerften in Indien und der Türkei verschrottet.

## Beschreibung
Die Schiffe wurden von einem Dieselmotor angetrieben. Die ersten sechs Einheiten erhielten einen Achtzylinder-Dieselmotor von MAN B&W mit teilweise unterschiedlicher Leistung von rund 10.400 bis 10.500 kW, die letzten drei Einheiten einen Mitsubishi-Dieselmotor des Typs 9UEC50LSII mit rund 12.380 kW Leistung als Antriebsmotor. Der Motor wirkte auf einen Festpropeller. Die Schiffe erreichten rund 18 kn. Für die Stromerzeugung standen drei Dieselgeneratoren zur Verfügung. Die Schiffe waren mit einem Bug- und einem Heckstrahlruder ausgestattet.

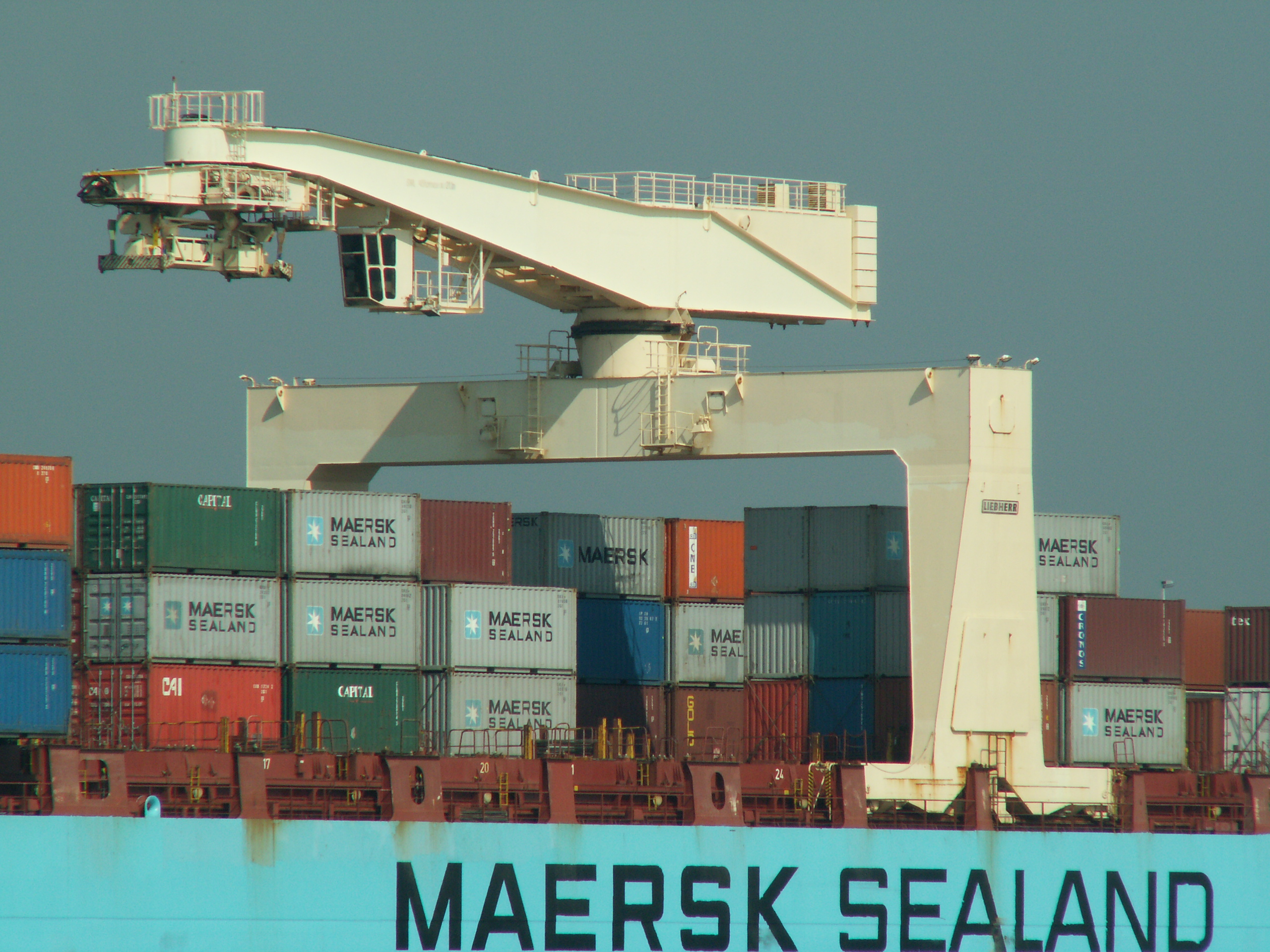
Portalkran

Die Schiffe der Klasse unterschieden sich teilweise in ihrer Länge. Die ersten vier Einheiten waren 162,25 Meter lang, die fünfte und sechste Einheit waren 176,39 Meter und die letzten drei Einheiten 190,48 Meter lang. Die längeren Einheiten hatten damit jeweils einen bzw. zwei zusätzliche 40-Fuß-Laderäume. Die Schiffe waren mit einem Liebherr-Portalkran ausgerüstet, der auf Schienen an den Seiten der Laderäume verfahren werden konnte. Mit dem Portalkran, der 35 t heben konnte, konnten etwa 25 Container pro Stunde umgeschlagen werden.
Die Basisversion der Schiffsklasse verfügte über acht Laderäume, die verlängerten Versionen entsprechend neun bzw. zehn. Die Laderäume waren mit Cellguides versehen und wurden mit Pontonlukendeckeln verschlossen. Laderaum 1 konnte nur 20-Fuß-Container aufnehmen, die anderen Laderäume boten auch Platz für 40-Fuß-Container. In den Laderäumen konnten bis zu fünf Container übereinander und bis zu neun nebeneinander geladen werden. An Deck konnten bis zu fünf Lagen übereinander und bis zu elf Container nebeneinander geladen werden. In dem Fall konnte allerdings der Portalkran nicht mehr genutzt werden. Er begrenzte den verfügbaren Platz für Deckscontainer auf drei Lagen übereinander und neun Container nebeneinander. Weiterer Platz befand sich an Deck jeweils direkt vor und hinter dem Deckshaus. Hier waren jeweils noch Stellplätze für 40-Fuß-Container vorhanden: elf Container nebeneinander vor dem Deckshaus und zehn Container nebeneinander hinter dem Deckshaus, die jeweils fünf Lagen hoch gestaut werden konnten (mit der bereits beschriebenen Einschränkung in Bezug auf die Nutzung des Portalkrans für die vor dem Deckshaus geladenen Container). Vor Laderaum 1 befand sich ein Wellenbrecher zum Schutz vor überkommendem Wasser. Für Kühlcontainer waren über 100 Anschlüsse vorhanden. Die Angaben zur Containerkapazität der Schiffe variierte etwas. Bei den ersten vier Einheiten war die Kapazität mit über 1200 TEU angegeben, bei den folgenden beiden Einheiten mit 1300 bzw. 1350 TEU und bei den letzten drei Schiffen mit 1500 TEU.
Die Schiffe waren mit Schlingertanks zum Ausgleich der Schiffsbewegungen während des Ladungsumschlags ausgestattet.
Das Deckshaus befand sich im hinteren Bereich der Schiffe. Unterhalb des Deckshauses sowie den Stauplätzen direkt vor dem Deckshaus befand sich der Maschinenraum. Am Heck befand sich in der Mitte der Schiffe ein Freifallrettungsboot.
An Bord der Schiffe war Platz für 20 Personen, für die jeweils Einzelkabinen zur Verfügung standen. Die Schiffe waren für den Betrieb mit einer nur achtköpfigen Besatzung zugelassen. Die übliche Besatzungsstärke belief sich auf 12 bis 14 Personen.

## Schiffe
| Mærsk-C-Klasse  | Mærsk-C-Klasse | Mærsk-C-Klasse | Mærsk-C-Klasse | Mærsk-C-Klasse                                                                                  |
| Bauname         | Baunummer      | IMO-Nummer     | Ablieferung    | Umbenennungen und Verbleib                                                                      |
| --------------- | -------------- | -------------- | -------------- | ----------------------------------------------------------------------------------------------- |
| Chastine Mærsk  | L135           | 8819976        | Dezember 1991  | 2001: Thurø Mærsk, 2015: MCC Ha Long, 2020 in Alang verschrottet                                |
| Charlotte Mærsk | L136           | 8819988        | 1992           | 2001: Tove Mærsk, 2020 in Alang verschrottet                                                    |
| Cornelia Mærsk  | L137           | 8819990        | April 1992     | 2001: Thies Mærsk, 2015: MCC Mergui, 2020 in Alang verschrottet                                 |
| Clifford Mærsk  | L138           | 8820004        | 1992           | 1997: Maersk Colorado, 2003: Troense Mærsk, 2017 in Aliaga verschrottet                         |
| Clara Mærsk     | L139           | 8820016        | 1992           | Clara Maersk, 2019 in Alang verschrottet                                                        |
| Christian Mærsk | L140           | 8820195        | September 1992 | 2008: Maersk California, 2017 in Aliaga verschrottet                                            |
| Caroline Mærsk  | L151           | 9064384        | Januar 1994    | 1997: Maersk California, 2002: Tåsinge Mærsk, 2018: Maersk Taasinge, 2021 in Alang verschrottet |
| Claes Mærsk     | L152           | 9064396        | 1994           | 2019 in Alang verschrottet                                                                      |
| Cecilie Mærsk   | L153           | 9064401        | 1994           | 2019: Cecilie, 2019 in Alang verschrottet                                                       |